# Campeonato Mundial de Voleibol Feminino de 1982
O Campeonato Mundial de Voleibol Feminino de 1982 foi a nona edição do torneio organizado pela Federação Internacional de Voleibol (FIVB). Foi realizado no Peru de 13 a 25 de setembro de 1982. A seleção chinesa conquistou seu primeiro título ao vencer as anfitriãs na decisão por três sets a zero. Os Estados Unidos ficaram com a medalha de bronze ao derrotarem o Japão por três a um.

## Times
| Grupo A - Canadá - Indonésia - Nigéria - Peru | Grupo B - Argentina - Cuba - Hungria - Países Baixos | Grupo C - Bulgária - Japão - México - Espanha |

| Grupo D - Austrália - Chile - Peru1 - União Soviética | Grupo E - Brasil - Alemanha Ocidental - Paraguai - Coreia do Sul | Grupo F - China - Itália - Porto Rico - Estados Unidos |

1  No grupo D, o time júnior do Peru participou para igualar a competição, após a Alemanha Oriental e a Nicarágua desistirem da vaga.

## Fase Preliminar

### Grupo A
|    | Time      | Pontos | J | B | D | PP | PC | Pontos Average | SP | SC | Sets Average |
| -- | --------- | ------ | - | - | - | -- | -- | -------------- | -- | -- | ------------ |
| 1. | Peru      | 6      | 3 | 3 | 0 |    |    | 6.429          | 9  | 0  | MAX          |
| 2. | Canadá    | 5      | 3 | 2 | 1 |    |    | 1.582          | 6  | 3  | 2.000        |
| 3. | Indonésia | 4      | 3 | 1 | 2 |    |    | 0.586          | 3  | 6  | 0.500        |
| 4. | Nigéria   | 3      | 3 | 0 | 3 |    |    | 0.207          | 0  | 9  | 0.000        |

- 13 de setembro

|        |       |           |                       |  |
| Peru   | 3 – 0 | Indonésia | 15- 2 • 15- 0 • 15- 3 |  |
| Canadá | 3 – 0 | Nigéria   | 15- 3 • 15- 0 • 15- 4 |  |

- 14 de setembro

|        |       |           |                       |  |
| Canadá | 3 – 0 | Indonésia | 15- 2 • 15- 7 • 15- 6 |  |
| Peru   | 3 – 0 | Nigéria   | 15- 0 • 15- 0 • 15- 0 |  |

- 15 de setembro

|           |       |         |                       |  |
| Indonésia | 3 – 0 | Nigéria | 15- 8 • 15- 6 • 15- 7 |  |
| Peru      | 3 – 0 | Canadá  | 15- 1 • 15-11 • 15- 4 |  |

### Grupo B
|    | Time          | Pontos | J | B | D | PP | PC | Pontos Average | SP | SC | Sets Average |
| -- | ------------- | ------ | - | - | - | -- | -- | -------------- | -- | -- | ------------ |
| 1. | Cuba          | 6      | 3 | 3 | 0 |    |    | 2.169          | 9  | 1  | 9.000        |
| 2. | Hungria       | 5      | 3 | 2 | 1 |    |    | 1.398          | 7  | 4  | 1.750        |
| 3. | Países Baixos | 4      | 3 | 1 | 2 |    |    | 0.688          | 3  | 6  | 0.500        |
| 4. | Argentina     | 3      | 3 | 0 | 3 |    |    | 0.445          | 1  | 9  | 0.111        |

- 13 de setembro

|         |       |               |                               |  |
| Hungria | 3 – 1 | Argentina     | 15- 6 • 11-15 • 15- 4 • 15-10 |  |
| Cuba    | 3 – 0 | Países Baixos | 15-10 • 15- 6 • 15- 2         |  |

- 14 de setembro

|         |       |               |                       |  |
| Hungria | 3 – 0 | Países Baixos | 15- 4 • 15- 5 • 15- 3 |  |
| Cuba    | 3 – 0 | Argentina     | 15- 5 • 15- 3 • 15- 3 |  |

- 15 de setembro

|               |       |           |                               |  |
| Países Baixos | 3 – 0 | Argentina | 15-12 • 15- 6 • 15- 1         |  |
| Cuba          | 3 – 1 | Hungria   | 15- 9 • 6 -15 • 15- 6 • 15- 6 |  |

### Grupo C
|    | Time     | Pontos | J | B | D | PP | PC | Pontos Average | SP | SC | Sets Average |
| -- | -------- | ------ | - | - | - | -- | -- | -------------- | -- | -- | ------------ |
| 1. | Japão    | 6      | 3 | 3 | 0 |    |    | 5.192          | 9  | 0  | MAX          |
| 2. | Bulgária | 5      | 3 | 2 | 1 |    |    | 0.858          | 6  | 5  | 1.200        |
| 3. | México   | 4      | 3 | 1 | 2 |    |    | 1.057          | 5  | 6  | 0.833        |
| 4. | Espanha  | 3      | 3 | 0 | 3 |    |    | 0.274          | 0  | 9  | 0.000        |

- 13 de setembro

|          |       |         |                                       |  |
| Bulgária | 3 – 2 | México  | 7 -15 • 15-13 • 16-14 • 4 -15 • 15-10 |  |
| Japão    | 3 – 0 | Espanha | 15- 0 • 15- 2 • 15- 0                 |  |

- 14 de setembro

|          |       |         |                       |  |
| Bulgária | 3 – 0 | Espanha | 15- 3 • 15-7 • 15- 5  |  |
| Japão    | 3 – 0 | México  | 15- 2 • 15-12 • 15- 3 |  |

- 15 de setembro

|        |       |          |                       |  |
| México | 3 – 0 | Espanha  | 15- 5 • 15- 7 • 15- 8 |  |
| Japão  | 3 – 0 | Bulgária | 15- 3 • 15- 0 • 15- 4 |  |

### Grupo D
|    | Time            | Pontos | J | B | D | PP | PC | Pontos Average | SP | SC | Sets Average |
| -- | --------------- | ------ | - | - | - | -- | -- | -------------- | -- | -- | ------------ |
| 1. | União Soviética | 4      | 2 | 2 | 0 | 90 | 12 | 7.500          | 6  | 0  | MAX          |
| 2. | Austrália       | 3      | 2 | 1 | 1 | 56 | 78 | 0.718          | 3  | 4  | 0.750        |
| 3. | Chile           | 2      | 2 | 0 | 2 | 39 | 95 | 0.411          | 1  | 6  | 0.166        |

- 13 de setembro

|                 |       |           |                       |  |
| União Soviética | 3 – 0 | Austrália | 15- 4 • 15- 1 • 15- 1 |  |

- 14 de setembro

|                 |       |       |                       |  |
| União Soviética | 3 – 0 | Chile | 15- 4 • 15- 1 • 15- 1 |  |

- 15 de setembro

|           |       |       |                               |  |
| Austrália | 3 – 1 | Chile | 15- 7 • 15- 6 • 5 -15 • 15- 5 |  |

### Grupo E
|    | Time               | Pontos | J | B | D | PP  | PC  | Pontos Average | SP | SC | Sets Average |
| -- | ------------------ | ------ | - | - | - | --- | --- | -------------- | -- | -- | ------------ |
| 1. | Coreia do Sul      | 6      | 3 | 3 | 0 | 148 | 67  | 2.209          | 9  | 1  | 9.000        |
| 2. | Brasil             | 5      | 3 | 2 | 1 | 136 | 98  | 1.388          | 7  | 3  | 2.333        |
| 3. | Alemanha Ocidental | 4      | 3 | 1 | 2 | 94  | 113 | 0.832          | 3  | 6  | 0.500        |
| 4. | Paraguai           | 3      | 3 | 0 | 3 | 35  | 135 | 0.259          | 0  | 9  | 0.000        |

- 13 de setembro

|               |       |                    |                       |  |
| Brasil        | 3 – 0 | Paraguai           | 15- 1 • 15- 1 • 15- 7 |  |
| Coreia do Sul | 3 – 0 | Alemanha Ocidental | 15- 8 • 15- 4 • 15- 6 |  |

- 14 de setembro

|               |       |                    |                       |  |
| Coreia do Sul | 3 – 0 | Paraguai           | 15- 1 • 15- 2 • 15- 3 |  |
| Brasil        | 3 – 0 | Alemanha Ocidental | 18-16 • 15- 7 • 15- 8 |  |

- 15 de setembro

|                    |       |          |                               |  |
| Alemanha Ocidental | 3 – 0 | Paraguai | 15-10 • 15- 4 • 15- 6         |  |
| Coreia do Sul      | 3 – 1 | Brasil   | 15-13 • 13-15 • 15-12 • 15- 3 |  |

### Grupo F
|    | Time           | Pontos | J | B | D | PP  | PC  | Pontos Average | SP | SC | Sets Average |
| -- | -------------- | ------ | - | - | - | --- | --- | -------------- | -- | -- | ------------ |
| 1. | Estados Unidos | 6      | 3 | 3 | 0 | 135 | 56  | 2.411          | 9  | 0  | MAX          |
| 2. | China          | 5      | 3 | 2 | 1 | 116 | 62  | 1.871          | 6  | 3  | 2.000        |
| 3. | Itália         | 4      | 3 | 1 | 2 | 67  | 118 | 0.568          | 3  | 6  | 0.500        |
| 4. | Porto Rico     | 3      | 3 | 0 | 3 | 53  | 135 | 0.393          | 0  | 9  | 0.000        |

- 13 de setembro

|                |       |            |                       |  |
| China          | 3 – 0 | Porto Rico | 15- 0 • 15- 1 • 15- 8 |  |
| Estados Unidos | 3 – 0 | Itália     | 15- 4 • 15- 5 • 15- 5 |  |

- 14 de setembro

|                |       |            |                       |  |
| Estados Unidos | 3 – 0 | Porto Rico | 15- 5 • 15- 7 • 15- 4 |  |
| China          | 3 – 0 | Itália     | 15- 3 • 15- 1 • 15- 4 |  |

- 15 de setembro

|                |       |            |                       |  |
| Itália         | 3 – 0 | Porto Rico | 15-12 • 15-12 • 15- 4 |  |
| Estados Unidos | 3 – 0 | China      | 15- 6 • 15- 9 • 15-11 |  |

## Segunda Fase

### Grupo G
|    | Time          | Pontos | J | B | D | PP | PC | Pontos Average | SP | SC | Sets Average |
| -- | ------------- | ------ | - | - | - | -- | -- | -------------- | -- | -- | ------------ |
| 1. | Japão         | 9      | 5 | 4 | 1 |    |    | 1.877          | 13 | 3  | 4.333        |
| 2. | Peru          | 9      | 5 | 4 | 1 |    |    | 1.534          | 12 | 4  | 3.000        |
| 3. | Coreia do Sul | 9      | 5 | 4 | 1 |    |    | 1.312          | 12 | 4  | 3.000        |
| 4. | Brasil        | 7      | 5 | 2 | 3 |    |    | 0.912          | 7  | 11 | 0.636        |
| 5. | Bulgária      | 6      | 5 | 1 | 4 |    |    | 0.622          | 4  | 14 | 0.285        |
| 6. | Canadá        | 5      | 5 | 0 | 5 |    |    | 0.552          | 3  | 15 | 0.200        |

### Grupo H
|    | Time            | Pontos | J | B | D | PP | PC | Pontos Average | SP | SC | Sets Average |
| -- | --------------- | ------ | - | - | - | -- | -- | -------------- | -- | -- | ------------ |
| 1. | Estados Unidos  | 9      | 5 | 4 | 1 |    |    | 1.620          | 14 | 3  | 4.666        |
| 2. | China           | 9      | 5 | 4 | 1 |    |    | 2.020          | 12 | 3  | 4.000        |
| 3. | Cuba            | 9      | 5 | 4 | 1 |    |    | 1.139          | 12 | 6  | 2.000        |
| 4. | União Soviética | 7      | 5 | 2 | 3 |    |    | 1.006          | 6  | 9  | 0.666        |
| 5. | Hungria         | 6      | 5 | 1 | 4 |    |    | 0.740          | 4  | 12 | 0.333        |
| 6. | Austrália       | 5      | 5 | 0 | 5 |    |    | 0.231          | 0  | 15 | 0.000        |

### Grupo I
|    | Time          | Pontos | J | B | D | PP | PC | Pontos Average | SP | SC | Sets Average |
| -- | ------------- | ------ | - | - | - | -- | -- | -------------- | -- | -- | ------------ |
| 1. | Países Baixos | 8      | 4 | 4 | 0 |    |    |                | 12 | 2  | 6.000        |
| 2. | Itália        | 7      | 4 | 3 | 1 |    |    |                | 11 | 3  | 3.666        |
| 3. | Argentina     | 6      | 4 | 2 | 2 |    |    |                | 6  | 8  | 0.750        |
| 4. | Porto Rico    | 5      | 4 | 1 | 3 |    |    |                | 5  | 8  | 0.625        |
| 5. | Chile         | 4      | 4 | 0 | 4 |    |    |                | 1  | 12 | 0.083        |

### Grupo J
|    | Time               | Pontos | J | B | D | PP | PC | Pontos Average | SP | SC | Sets Average |
| -- | ------------------ | ------ | - | - | - | -- | -- | -------------- | -- | -- | ------------ |
| 1. | México             | 10     | 5 | 5 | 0 |    |    |                | 15 | 0  | MAX          |
| 2. | Alemanha Ocidental | 9      | 5 | 4 | 1 |    |    |                | 12 | 3  | 4.000        |
| 3. | Paraguai           | 8      | 5 | 3 | 2 |    |    |                | 9  | 7  | 1.285        |
| 4. | Espanha            | 7      | 5 | 2 | 3 |    |    |                | 7  | 9  | 0.777        |
| 5. | Indonésia          | 6      | 5 | 1 | 4 |    |    |                | 3  | 12 | 0.250        |
| 6. | Nigéria            | 5      | 5 | 0 | 5 |    |    |                | 0  | 15 | 0.000        |

## Fase Final

### Classificação 21º ao 23º lugar
|  | 21º-23º lugar          | 21º-23º lugar |   |  | 21º lugar              | 21º lugar |  |
|  |                        |               |   |  |                        |           |  |
|  | 24 de setembro de 1982 |               |   |  |                        |           |  |
|  | Indonésia              | —             |   |  |                        |           |  |
|  |                        | —             |   |  |                        |           |  |
|  |                        |               |   |  |                        |           |  |
|  |                        |               |   |  | 25 de setembro de 1982 |           |  |
|  |                        |               |   |  | Indonésia              | 3         |  |
|  |                        | Chile         | 2 |  |                        |           |  |
|  |                        |               |   |  |                        |           |  |
|  |                        |               |   |  |                        |           |  |
|  |                        |               |   |  | 23º lugar              |           |  |
|  | 24 de setembro de 1982 |               |   |  |                        |           |  |
|  | Chile                  | 3             |   |  |                        |           |  |
|  | Nigéria                | 1             |   |  |                        |           |  |

- 24 de setembro
  - Partida de Classificação

|       |       |         |                               |  |
| Chile | 3 – 1 | Nigéria | 15-10 • 15- 1 • 11-15 • 15- 3 |  |

- 25 de setembro
  - Partida do 21º lugar

|           |       |       |                              |  |
| Indonésia | 3 – 2 | Chile | placar dos sets desconhecido |  |

### Classificação 17º ao 20º lugar
|  | 17º-20º lugar          | 17º-20º lugar          |   |                        | 17º lugar              | 17º lugar |  |
|  |                        |                        |   |                        |                        |           |  |
|  | 24 de setembro de 1982 |                        |   |                        |                        |           |  |
|  | Porto Rico             | 3                      |   |                        |                        |           |  |
|  | Paraguai               | 1                      |   |                        |                        |           |  |
|  |                        |                        |   |                        |                        |           |  |
|  |                        |                        |   |                        | 25 de setembro de 1982 |           |  |
|  |                        |                        |   |                        | Porto Rico             | 3         |  |
|  |                        | Argentina              | 2 |                        |                        |           |  |
|  |                        |                        |   |                        |                        |           |  |
|  |                        |                        |   |                        |                        |           |  |
|  |                        |                        |   |                        | 19º lugar              |           |  |
|  | 24 de setembro de 1982 | 24 de setembro de 1982 |   | 25 de setembro de 1982 | 25 de setembro de 1982 |           |  |
|  | Argentina              | 3                      |   | Paraguai               | 3                      |           |  |
|  | Espanha                | 2                      |   |                        | Espanha                | 1         |  |

- 24 de setembro
  - Partidas de Classificação

|            |       |          |                                       |  |
| Porto Rico | 3 – 1 | Paraguai | 16-14 • 15- 4 • 8 -15 • 15-10         |  |
| Argentina  | 3 – 2 | Espanha  | 15- 6 • 13-15 • 15- 7 • 12-15 • 15- 4 |  |

- 25 de setembro
  - Partida do 19º lugar

|          |       |         |                               |  |
| Paraguai | 3 – 1 | Espanha | 10-15 • 15-12 • 15-10 • 15- 0 |  |

- - Partida do 17º lugar

|            |       |           |                              |  |
| Porto Rico | 3 – 2 | Argentina | placar dos sets desconhecido |  |

### Classificação 13º ao 16º lugar
|  | 13º-16º lugar          | 13º-16º lugar          |   |                        | 13º lugar              | 13º lugar |  |
|  |                        |                        |   |                        |                        |           |  |
|  | 24 de setembro de 1982 |                        |   |                        |                        |           |  |
|  | México                 | 3                      |   |                        |                        |           |  |
|  | Itália                 | 2                      |   |                        |                        |           |  |
|  |                        |                        |   |                        |                        |           |  |
|  |                        |                        |   |                        | 25 de setembro de 1982 |           |  |
|  |                        |                        |   |                        | México                 | 3         |  |
|  |                        | Alemanha Ocidental     | 2 |                        |                        |           |  |
|  |                        |                        |   |                        |                        |           |  |
|  |                        |                        |   |                        |                        |           |  |
|  |                        |                        |   |                        | 15º lugar              |           |  |
|  | 24 de setembro de 1982 | 24 de setembro de 1982 |   | 25 de setembro de 1982 | 25 de setembro de 1982 |           |  |
|  | Alemanha Ocidental     | 3                      |   | Itália                 | 3                      |           |  |
|  | Países Baixos          | 0                      |   |                        | Países Baixos          | 2         |  |

- 24 de setembro
  - Partidas de Classificação

|                    |       |               |                                       |  |
| México             | 3 – 2 | Itália        | 12-15 • 15-11 • 11-15 • 15- 8 • 15-12 |  |
| Alemanha Ocidental | 3 – 0 | Países Baixos | 15- 6 • 15- 2 • 15- 5                 |  |

- 25 de setembro
  - Partida do 15º lugar

|        |       |               |                              |  |
| Itália | 3 – 2 | Países Baixos | placar dos sets desconhecido |  |

- - Partida  do 13º lugar

|        |       |                    |                              |  |
| México | 3 – 2 | Alemanha Ocidental | placar dos sets desconhecido |  |

### Classificação 9º ao 12º lugar
|  | 9º-12º lugar           | 9º-12º lugar           |   |                        | 9º lugar               | 9º lugar |  |
|  |                        |                        |   |                        |                        |          |  |
|  | 24 de setembro de 1982 |                        |   |                        |                        |          |  |
|  | Bulgária               | 3                      |   |                        |                        |          |  |
|  | Austrália              | 0                      |   |                        |                        |          |  |
|  |                        |                        |   |                        |                        |          |  |
|  |                        |                        |   |                        | 25 de setembro de 1982 |          |  |
|  |                        |                        |   |                        | Bulgária               | 3        |  |
|  |                        | Hungria                | 2 |                        |                        |          |  |
|  |                        |                        |   |                        |                        |          |  |
|  |                        |                        |   |                        |                        |          |  |
|  |                        |                        |   |                        | 11º lugar              |          |  |
|  | 24 de setembro de 1982 | 24 de setembro de 1982 |   | 25 de setembro de 1982 | 25 de setembro de 1982 |          |  |
|  | Hungria                | 3                      |   | Austrália              | 0                      |          |  |
|  | Canadá                 | 0                      |   |                        | Canadá                 | 3        |  |

- 24 de setembro
  - Partidas de Classificação

|          |       |           |                       |  |
| Bulgária | 3 – 2 | Austrália | 15- 5 • 15- 4 • 15- 3 |  |
| Hungria  | 3 – 0 | Canadá    | 15-11 • 15-10 • 15- 8 |  |

- 25 de setembro
  - Partida do 11º lugar

|           |       |        |                              |  |
| Austrália | 0 – 3 | Canadá | placar dos sets desconhecido |  |

- - Partida do 9º lugar

|          |       |         |                                       |  |
| Bulgária | 3 – 2 | Hungria | 9 -15 • 15- 6 • 13-15 • 15-10 • 15- 9 |  |

### Classificação 5º a 8º lugar
|  | 5º-8º lugar            | 5º-8º lugar            |   |                        | 5º lugar               | 5º lugar |  |
|  |                        |                        |   |                        |                        |          |  |
|  | 24 de setembro de 1982 |                        |   |                        |                        |          |  |
|  | Cuba                   | 3                      |   |                        |                        |          |  |
|  | Brasil                 | 2                      |   |                        |                        |          |  |
|  |                        |                        |   |                        |                        |          |  |
|  |                        |                        |   |                        | 25 de setembro de 1982 |          |  |
|  |                        |                        |   |                        | Cuba                   | 3        |  |
|  |                        | União Soviética        | 2 |                        |                        |          |  |
|  |                        |                        |   |                        |                        |          |  |
|  |                        |                        |   |                        |                        |          |  |
|  |                        |                        |   |                        | 7º lugar               |          |  |
|  | 24 de setembro de 1982 | 24 de setembro de 1982 |   | 25 de setembro de 1982 | 25 de setembro de 1982 |          |  |
|  | União Soviética        | 3                      |   | Brasil                 | 0                      |          |  |
|  | Coreia do Sul          | 0                      |   |                        | Coreia do Sul          | 3        |  |

- 24 de setembro
  - Partidas de Classificação

|                 |       |               |                                       |  |
| Cuba            | 3 – 2 | Brasil        | 15- 6 • 10-15 • 15- 6 • 12-15 • 15-10 |  |
| União Soviética | 3 – 0 | Coreia do Sul | 15-13 • 15- 9 • 15-10                 |  |

- 25 de setembro
  - Partida do 7º lugar

|        |       |               |                       |  |
| Brasil | 0 – 3 | Coreia do Sul | 3 -15 • 13-15 • 12-15 |  |

- - Partida do 5º lugar

|      |       |                 |                                       |  |
| Cuba | 3 – 2 | União Soviética | 15- 4 • 9 -15 • 7 -15 • 15- 6 • 15-12 |  |

|  | Semi-finais                   | Semi-finais                   |   |                               | Final                         | Final |  |
|  |                               |                               |   |                               |                               |       |  |
|  | 23 de setembro de 1982 – Lima |                               |   |                               |                               |       |  |
|  | China                         | 3                             |   |                               |                               |       |  |
|  | Japão                         | 0                             |   |                               |                               |       |  |
|  |                               |                               |   |                               |                               |       |  |
|  |                               |                               |   |                               | 25 de setembro de 1982 – Lima |       |  |
|  |                               |                               |   |                               | China                         | 3     |  |
|  |                               | Peru                          | 0 |                               |                               |       |  |
|  |                               |                               |   |                               |                               |       |  |
|  |                               |                               |   |                               |                               |       |  |
|  |                               |                               |   |                               | 3º lugar                      |       |  |
|  | 23 de setembro de 1982 – Lima | 23 de setembro de 1982 – Lima |   | 25 de setembro de 1982 – Lima | 25 de setembro de 1982 – Lima |       |  |
|  | Peru                          | 3                             |   | Japão                         | 1                             |       |  |
|  | Estados Unidos                | 0                             |   |                               | Estados Unidos                | 3     |  |

- 24 de setembro
  - Partidas de Classificação

|       |       |                |                       |  |
| China | 3 – 0 | Japão          | 15- 8 • 15- 7 • 15- 6 |  |
| Peru  | 3 – 0 | Estados Unidos | 15-12 • 15-12 • 15-10 |  |

- 25 de setembro
  - Disputa da Medalha de Bronze

|       |       |                |                               |  |
| Japão | 1 – 3 | Estados Unidos | 5 -15 • 15- 2 • 8 -15 • 6 -15 |  |

- - Final

|       |       |      |                       |  |
| China | 3 – 0 | Peru | 15- 1 • 15- 5 • 15-11 |  |

## Classificação Final
| 1. China 2. Peru 3. Estados Unidos 4. Japão 5. Cuba 6. União Soviética 7. Coreia do Sul 8. Brasil 9. Bulgária 10. Hungria 11. Canadá 12. Austrália 13. México 14. Alemanha Oriental 15. Itália 16. Países Baixos 17. Porto Rico 18. Argentina 19. Paraguai 20. Espanha 21. Indonésia 22. Chile 23. Nigéria \| Campeonato Mundial de Voleibol Feminino de 1982 \| \| Campeão \| \| ----------------------------------------------- \| \| China 1º Título \| Elenco Huying Cao, Hxa Ciang Chen, Zhaodi Chen, Xing Jing, Ping Lang, Yan Liang, Keizhi Sheng, Jinfang Sun, Xi Yang, Xilan Yang, Reng Fang Zhang, e Xiaolan Zhu. · Treinador: Desconhecido. |
| Campeonato Mundial de Voleibol Feminino de 1982 |
| Campeão |
| |
| China 1º Título |

## Premiações Individuais
| MVP (Most Valuable Player) | Cecilia Tait | Peru         |
| Melhor atacante            | Desconhecido | Desconhecido |
| Melhor bloqueadora         | Desconhecido | Desconhecido |
| Melhor sacadora            | Desconhecido | Desconhecido |
| Melhor levantadora         | Desconhecido | Desconhecido |
| Melhor receptora           | Desconhecido | Desconhecido |
| Maior pontuadora           | Desconhecido | Desconhecido |